# سفارة كولومبيا في السويد
سفارة كولومبيا في السويد هي أرفع تمثيل دبلوماسي لدولة كولومبيا لدى السويد. تقع السفارة في ستوكهولم وهي تهدف لتعزيز المصالح الكولومبية في السويد.

## وصلات خارجية
- قائمة سفارات كولومبيا
- قائمة السفارات في السويد